# Projekt 1171
Projekt 1171 (v kódu NATO třída Aligator) je třída tankových výsadkových lodí sovětského námořnictva z doby studené války. Po rozpadu SSSR získala jednotku BDK-104 Ukrajina, přičemž ostatní převzalo nástupnické Rusko.

## Stavba
Celá třída byla pro sovětské námořnictvo stavěna v letech 1964–1977 v Kaliningradských loděnicích Jantar. Tvoří ji celkem 14 jednotek. Stavba patnácté byla zrušena.

## Konstrukce

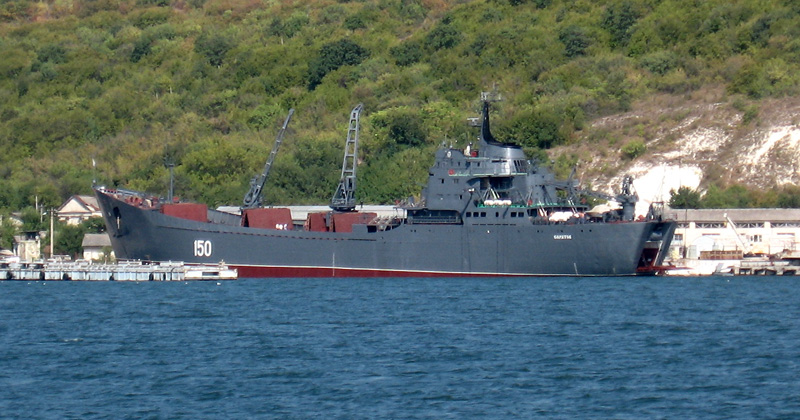
Saratov

Pro manipulaci s nákladem slouží příďová a záďová rampa. Kapacila plavidel je 1500 tun nákladu, například 20 tanků a 313 vojáků či 47 obrněných transportérů BTR a 313 vojáků. Jedna z možných konfigurací výzbroje tvoří jeden dvouúčelový 57mm dvoukanón ZIF-31B, třicetinásobné vypouštěcí zařízení 122mm neřízených raket Grad-M pro palebnou podporu výsadku a tři dvojité protiletadlové raketové komplety Strela-2 se zásobou 24 střel. Pohonný systém tvoří dva dieselové motory. Nejvyšší rychlost dosahuje 16 uzlů.